# Antonino Bertolotti

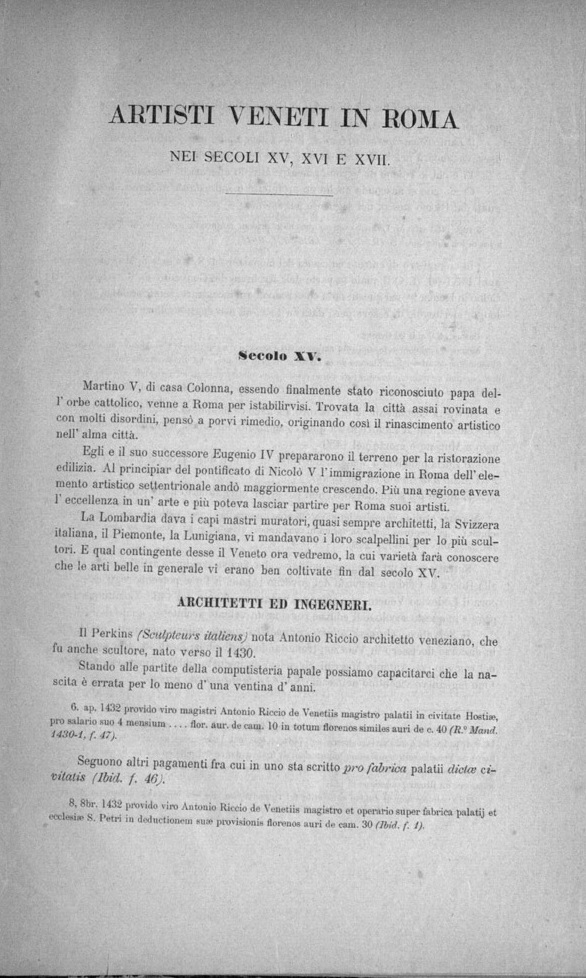
Artisti veneti in Roma nei secoli 15°, 16° e 17°, 1884

Antonino Bertolotti, född den 16 mars 1836 i Lombardore, provinsen Torino, död den 22 maj 1893, var en italiensk skriftställare.
Bertolotti, som var direktör vid arkivet i Mantua, utövade flitig verksamhet som utgivare av källbidrag till kulturhistorien, bland annat Passeggiate nel Canavese (8 band, 1867–1868; anteckningar rörande folkets seder och sägner i Piemonte), Francesco Cenci e la sua famiglia (1877; 2:a upplagan 1879; där det ges en på rättegångshandlingar fotad framställning av förhållandet mellan Francesco Cenci och hans barn samt mordet och processen), vidare en hel rad monografier över de under tidernas lopp i Rom bosatta konstnärerna från de olika italienska landsdelarna och från Schweiz, Belgien, Holland, Frankrike, Spanien och Tyskland (1879 och framåt) samt slutligen en samling dittills otryckta handlingar rörande den ryktbare svensken Olaus Magnus (1891).